# Pont des Sirènettes
Le pont des Sirènettes (en italien, Ponte delle Sirenette) est l'un des ponts de Milan, dans le Parco Sempione,.

## Histoire
Le pont a été construit selon les plans de l'architecte Francesco Tettamanzi entre 1840 et 1842 par l'entreprise "Rubini-Scalini-Falck e C." de Dongo. Il est considéré comme le premier pont en fer forgé construit en Italie. Les décorations ont été réalisées à partir de modèles en plâtre de Benedetto Cacciatori. Le pont a été commandé par des particuliers pour être érigé au-dessus du canal —  le Cerchia dei Navigli (it) —, via San Damiano (aujourd'hui via Uberto Visconti di Modrone).
Sur les parapets il y a deux inscriptions latines commémorant la construction du premier pont en fer à Milan en 1841, sous le règne de Ferdinand Ier d'Autriche.
Une sirène tenant une rame est placée sur chaque pilier d'extrémité. Ceux-ci étaient à l'origine décorés de frises en fonte (ancres et cygnes tenant des festons en haut, têtes de lion en bas). Des photographies de l'époque montrent également une décoration sur le côté de l'arche.
Le pont est inauguré le 23 juin 1842 par Rainier d'Autriche, vice-roi du royaume de Lombardie-Vénétie.
En 1943, l'une des statues est gravement endommagée lors d'un bombardement. Une autre statue est volée en 1948.

## Tradition populaire
Au fil du temps, les sirènes furent surnommées par plaisanterie les « sœurs Ghisini » (en raison du matériau utilisé, la fonte, en italien ghisa = fonte).
Les amoureux milanais s'embrassent sur le pont en touchant l'arrière des statues, dans l'espoir d’attirer fertilité et prospérité.

## Autres images

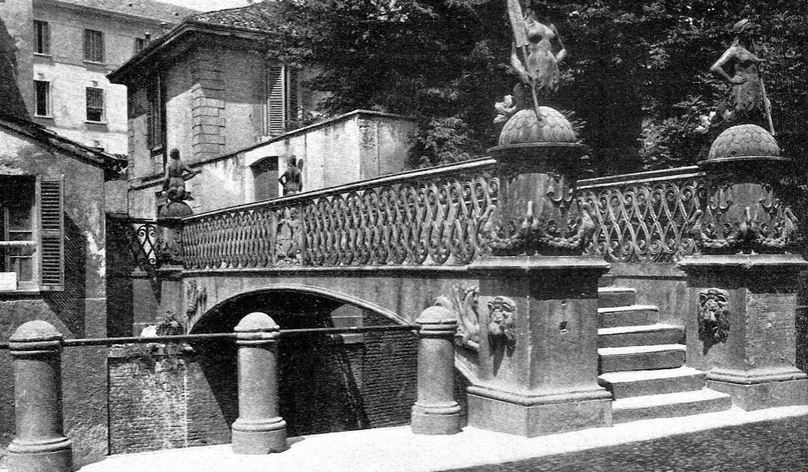
Le pont, initialement dans la Via Visconti di Modrone, le long des Navigli, a été déplacé dans le parco Sempione après leur comblement.
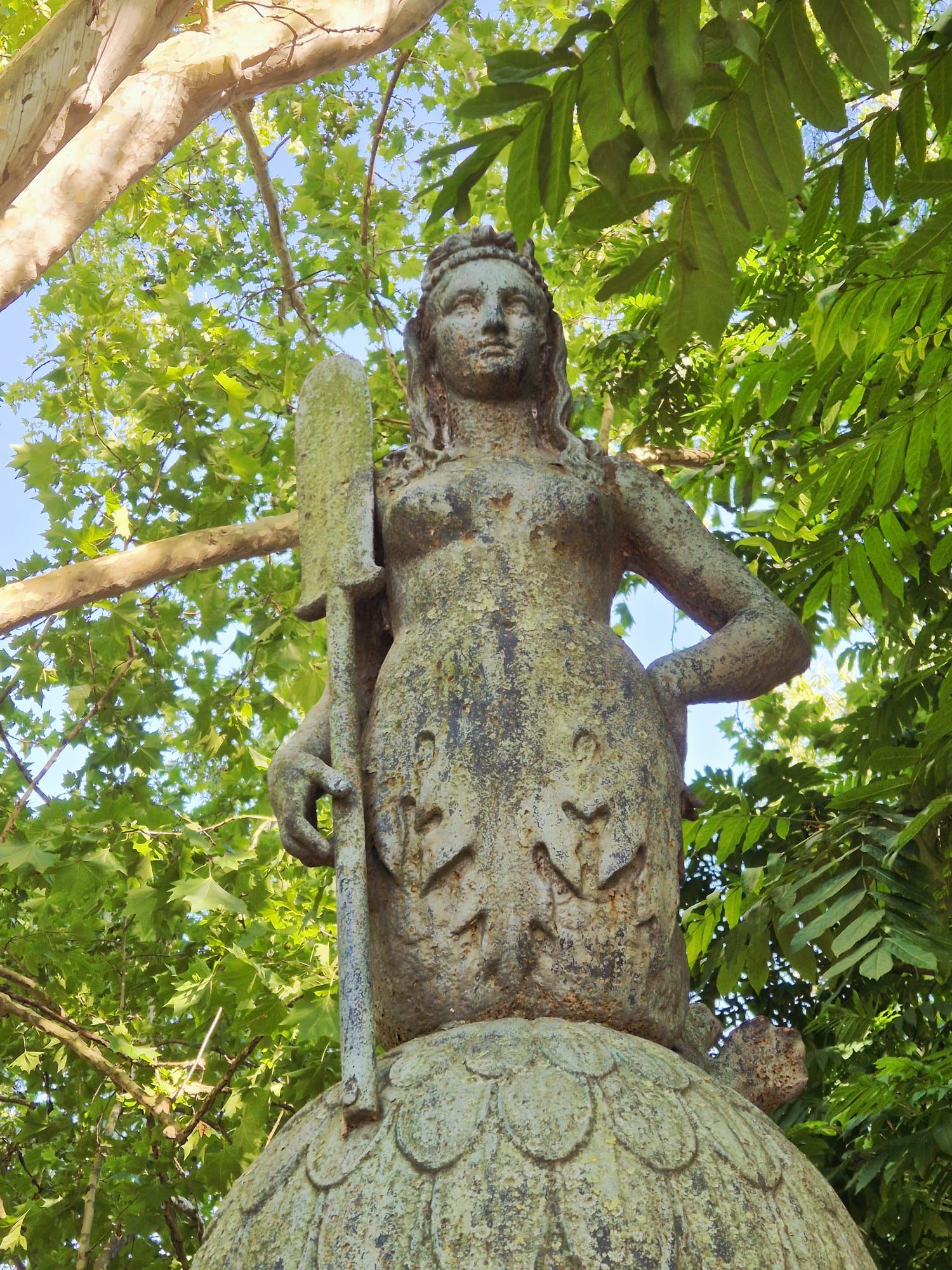
Détail d'une des quatre statues avec sa rame.